# Chiesa di San Daniele (Padova)
La chiesa di San Daniele Martire è un luogo di culto cattolico di origine medievale che si affaccia sulla strada delle Torricelle, ora Via Umberto I, a Padova. Secondo la tradizione, la chiesa fu fondata durante l'adventus delle reliquie di San Daniele Martire.

## Storia
La Chiesa sarebbe stata fondata dal Vescovo di Padova Olderico, nell'anno 1076 durante il trasporto delle reliquie di San Daniele dalla Basilica di Santa Giustina alla cripta della Cattedrale: mentre il sacro carico passava per la via, si fece ad un tratto pesante, tanto da divenire inamovibile. Il cielo divenne scuro e tempestoso tanto da costringere il vescovo a fare il voto di costruire in quel luogo, una chiesa da dedicare proprio al martire protettore della città. Dopo il voto, il carico si fece leggero e poté ripartire per la Cattedrale. 
La chiesa subì vari rimaneggiamenti, tra il XVI secolo e ancora nel settecento. Nell'Ottocento fu sopraelevata di due metri su progetto di Jacopo Sacchetti ed in seguito l'abside fu esternamente adornato in stile neoromanico. Attualmente la chiesa è Parrocchia affidata al clero secolare della Diocesi di Padova.
Nella chiesa sono sepolti illustri personaggi: Angelo Beolco il Ruzzante a cui è dedicata una lapide posta nella navata centrale e che secondo la tradizione dimorava poco distante, Marco Guazzo storico, letterato e scrittore (celebre per aver plagiato Marin Sanudo) e il cronista e giurista Rolandino da Padova. Secondo alcuni era sepolto nel sagrato anche Benedetto Bordone, silografo e miniatore.

## Descrizione

### Esterno
La chiesa è orientata levante-ponente. La facciata si apre sulla via, preceduta dal sagrato, un tempo area cimiteriale che proseguiva sul retro, tra le absidi, verso il Ponte della Morte. La facciata, seicentesca, risente della sopraelevazione di Jacopo Sacchetti; l'attico si deve ad Agostino Rinaldi. Le nicchie ospitano due statue di Francesco Rizzi  raffiguranti Santa Giustina e San Daniele Martire. Sul fianco è leggibile l'antica muratura medievale dell'edificio: si succedono infatti conci di origine romana ed alcune aperture romaniche tamponate. La zona absidale in stile neoromanico è frutto di rimaneggiamenti del XX secolo che interessarono l'intera area del Ponte della Morte.

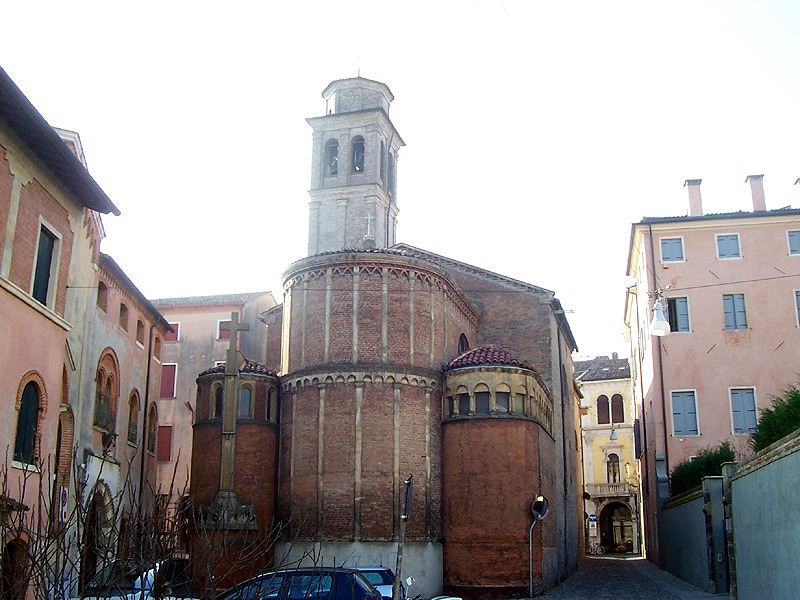
La zona absidale in stile neoromanico
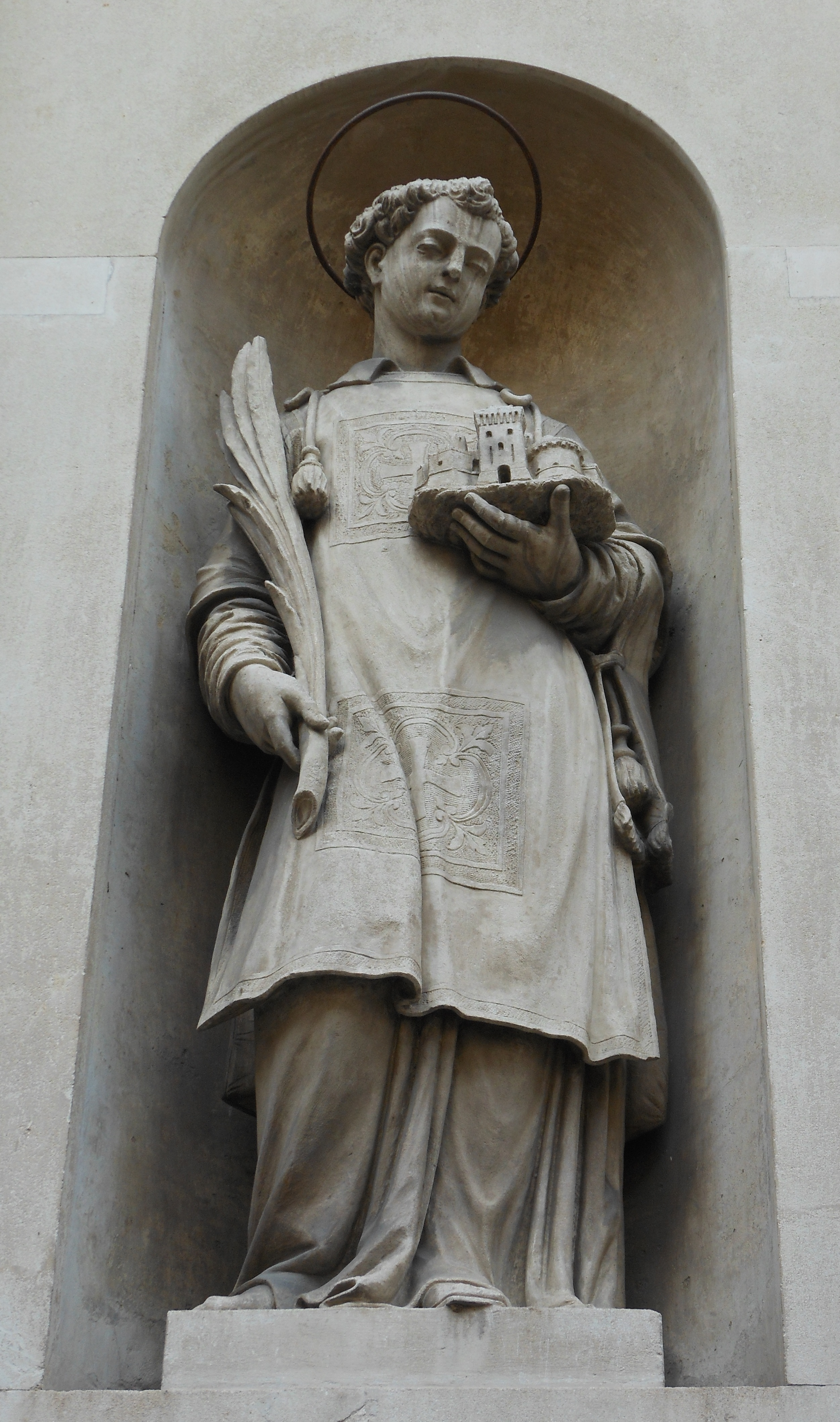
Statua di San Daniele sulla facciata
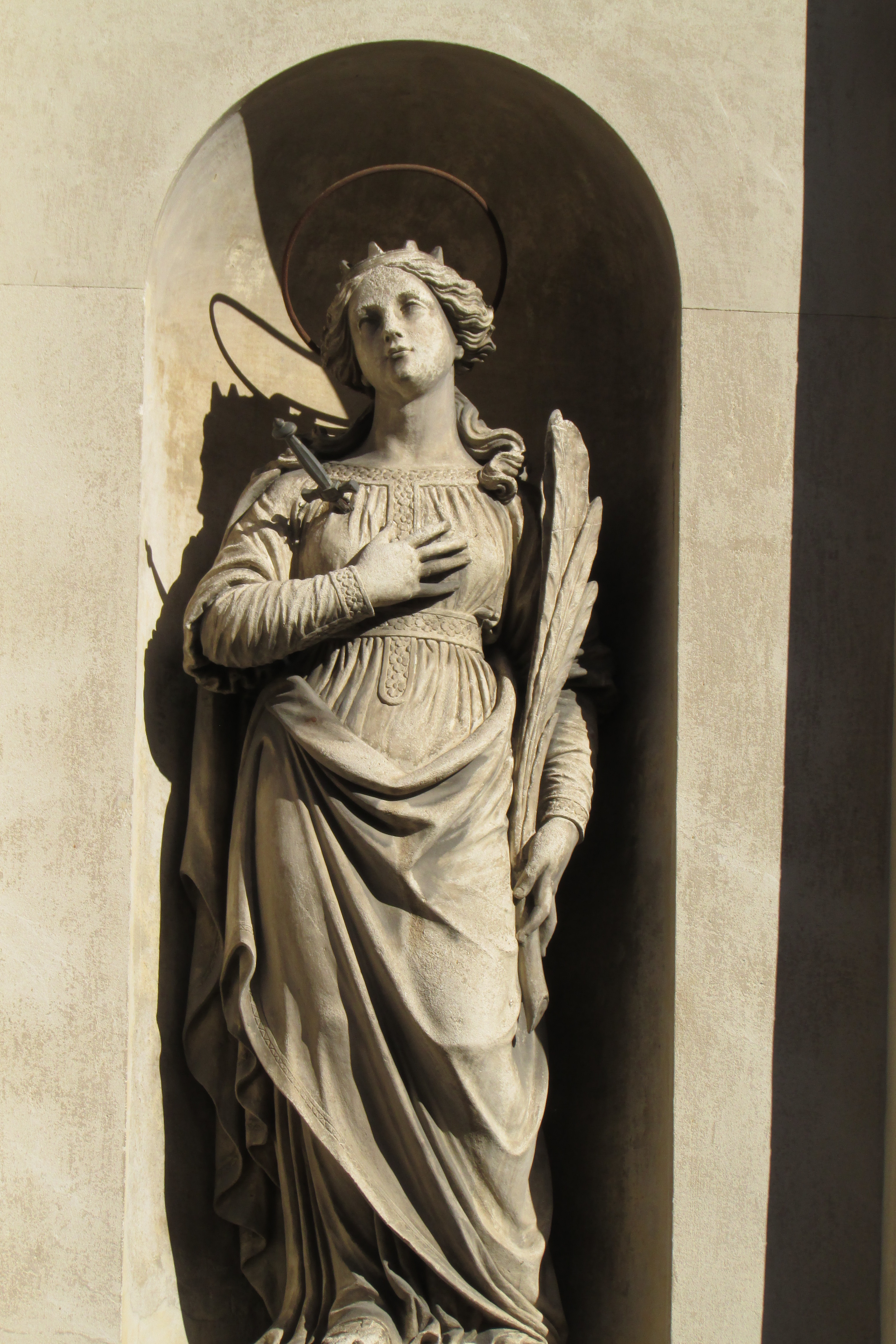
Statua di Santa Giustina sulla facciata

#### Campanile
Si innalza sul fianco destro, sulla destra rispetto alla facciata, verso il cortile della canonica. Forse di origine medievale, si mostra oggi nel suo possente aspetto cinquecentesco. Ospita un concerto di cinque campane a sistema veronese.

### Interno
Le pareti dell'intera navata sono ricoperte da un rivestimento con decori a trina.
La volta è stata affrescata da Sebastiano Santi con raffigurazioni del martirio e ritrovamento delle reliquie di San Daniele. Notevoli le due tele raffiguranti i Santi Pietro e Paolo importanti opere di Giovan Battista Langetti. Si conservano pure alcune tavole quattrocentesche con soggetti sacri. Il Rossetti, nel settecento, notava due grandi teleri di Luca Ferrari raffiguranti la vita di San Daniele ma già allora definiti sì mal concj ed ora scomparse. Giannantonio Moschini nel secolo successivo annotava un'opera di Giovan Battista Pellizzari (San Carlo Borromeo) proveniente dalla Scuola del Santissimo Sacramento, soppressa nel 1810 dalle leggi napoleoniche.

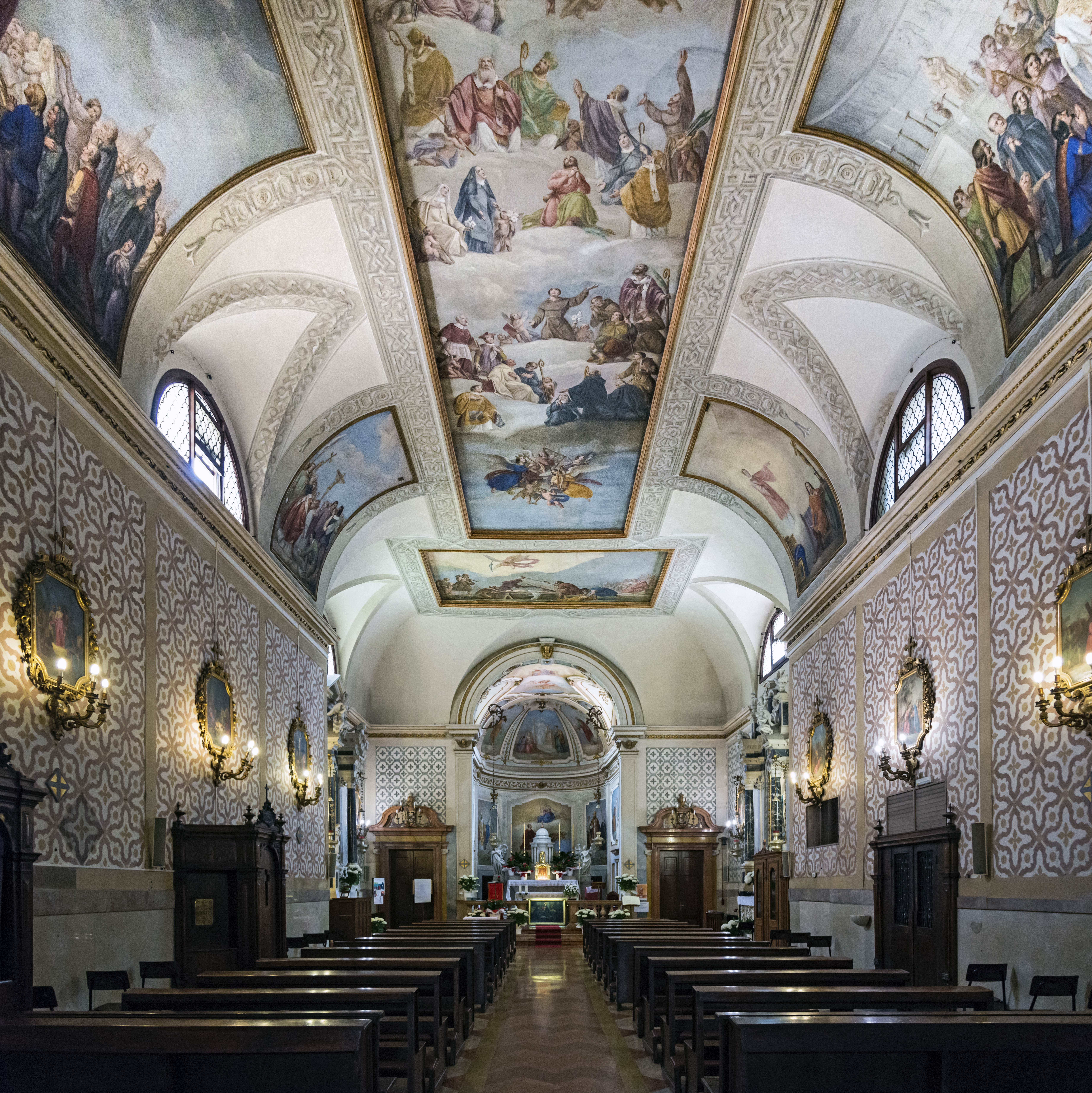
La navata e il presbiterio
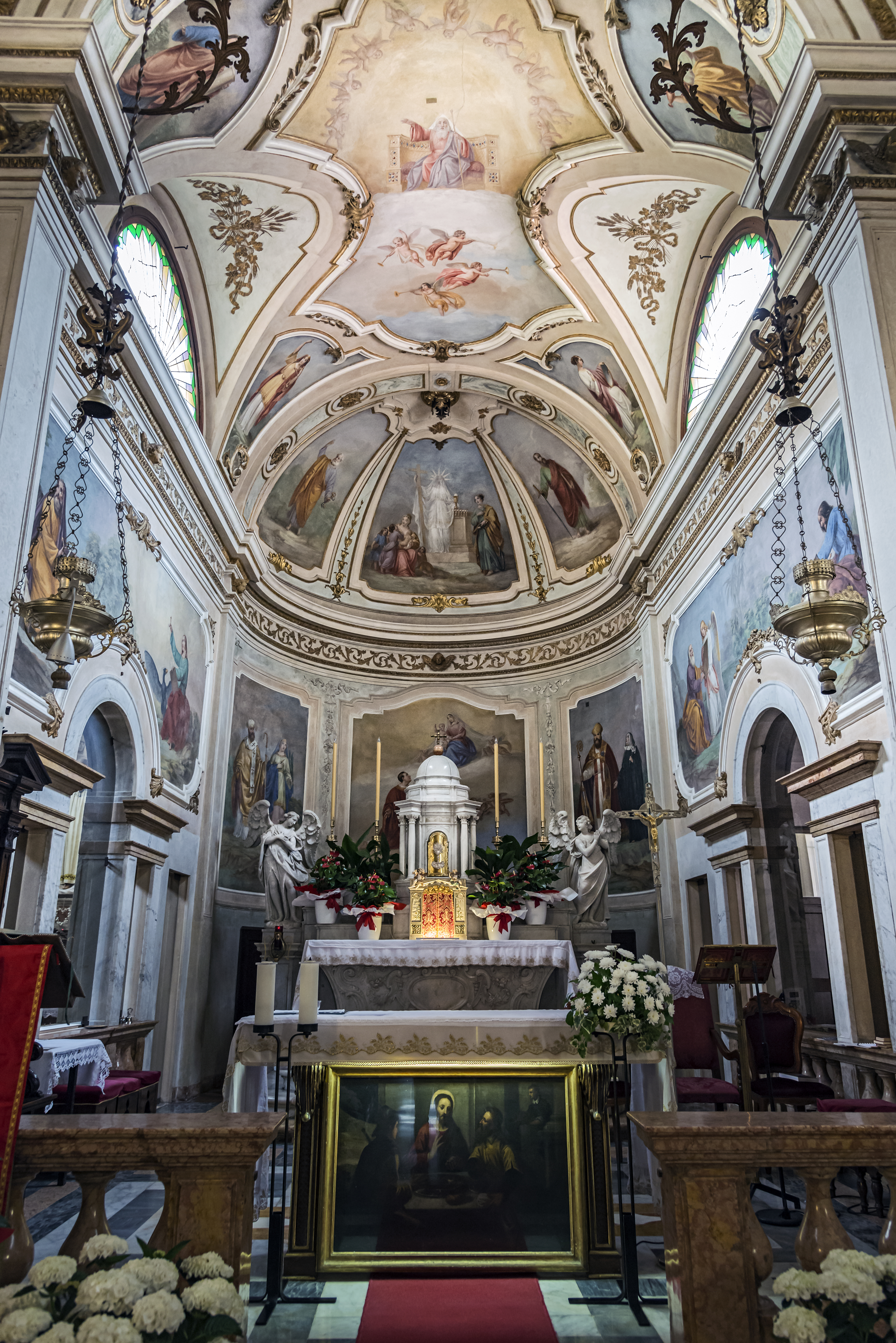
Il presbiterio
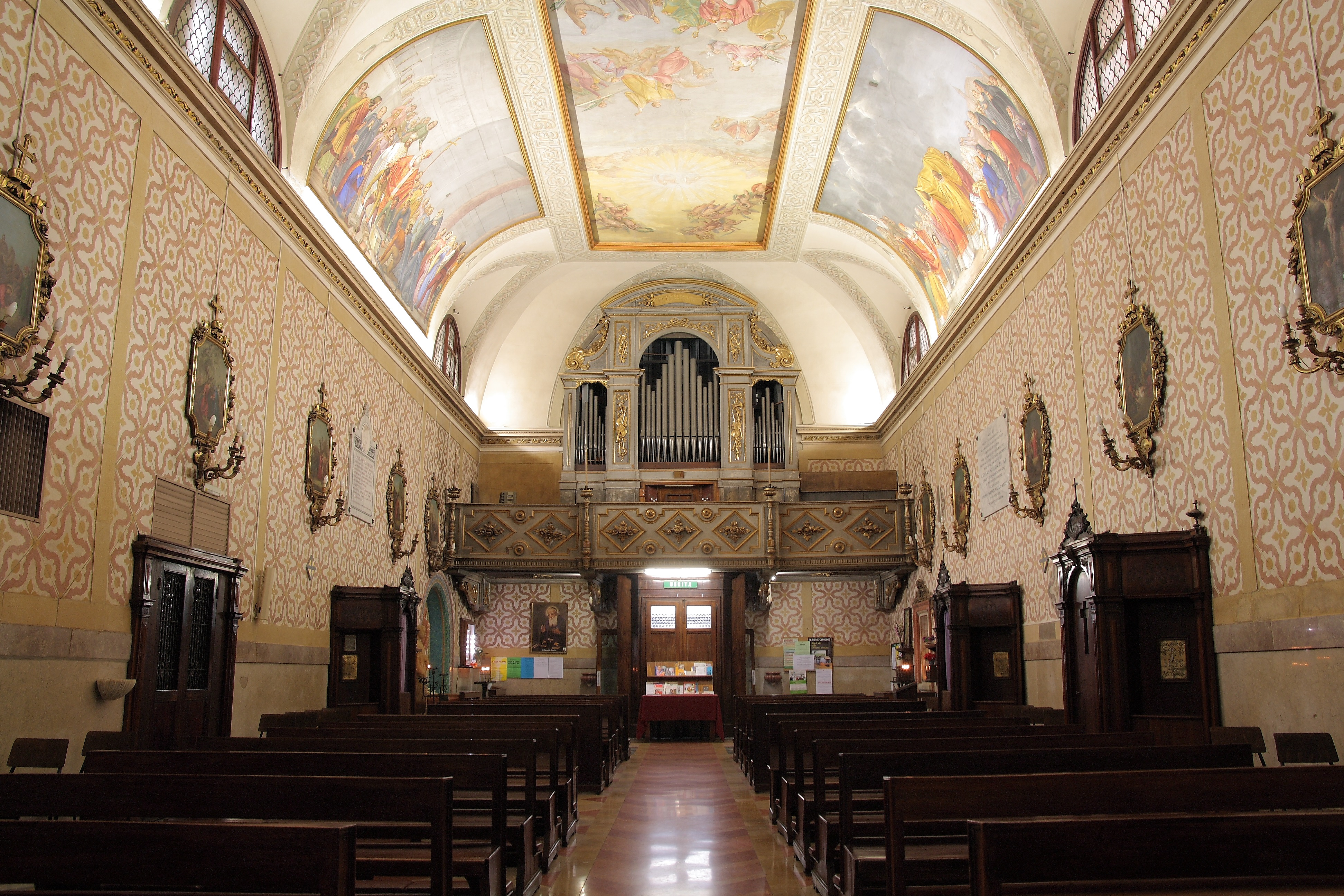
Navata e l'organo

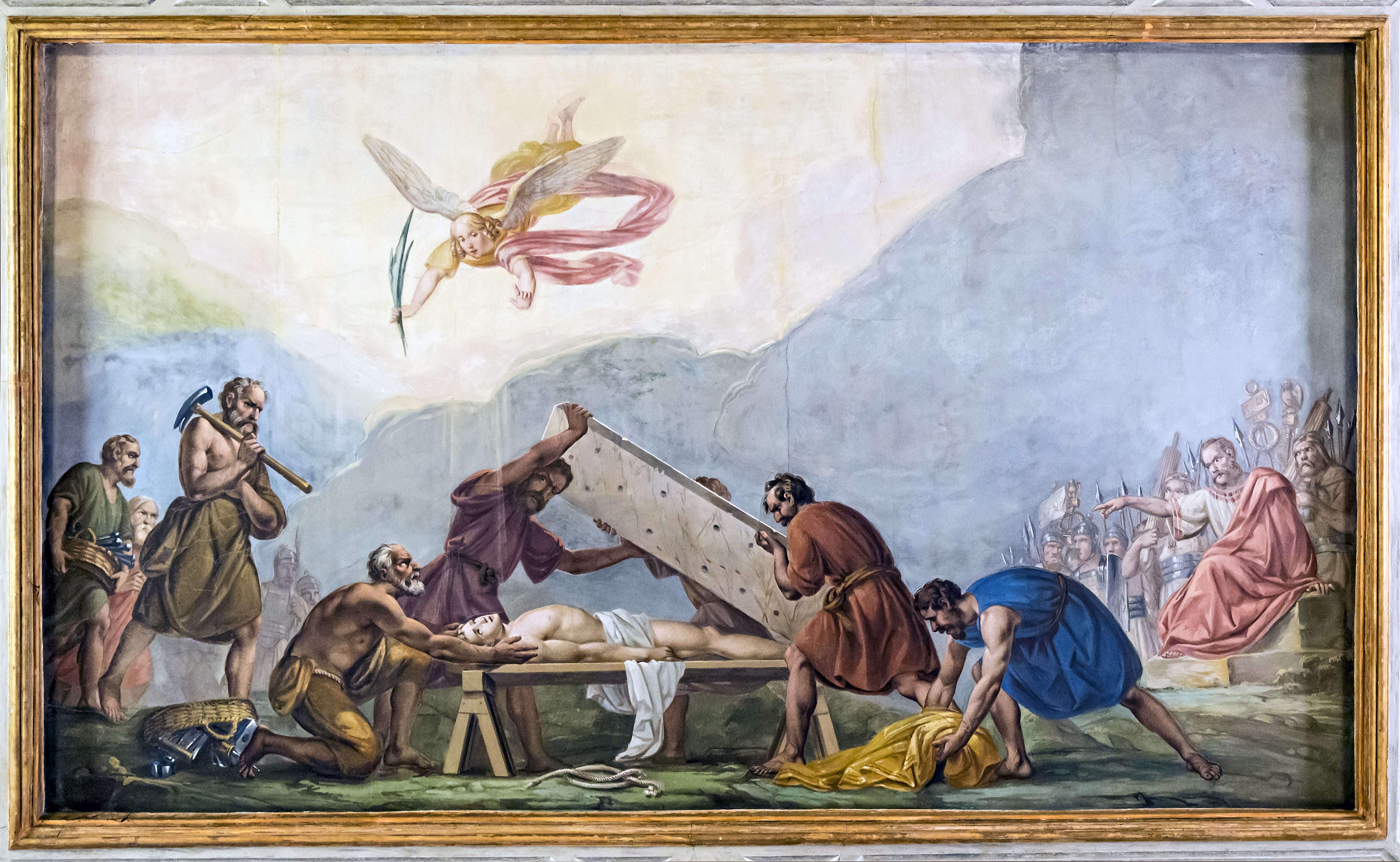
Il Martirio di San Daniele, affresco di Sebastiano Santi
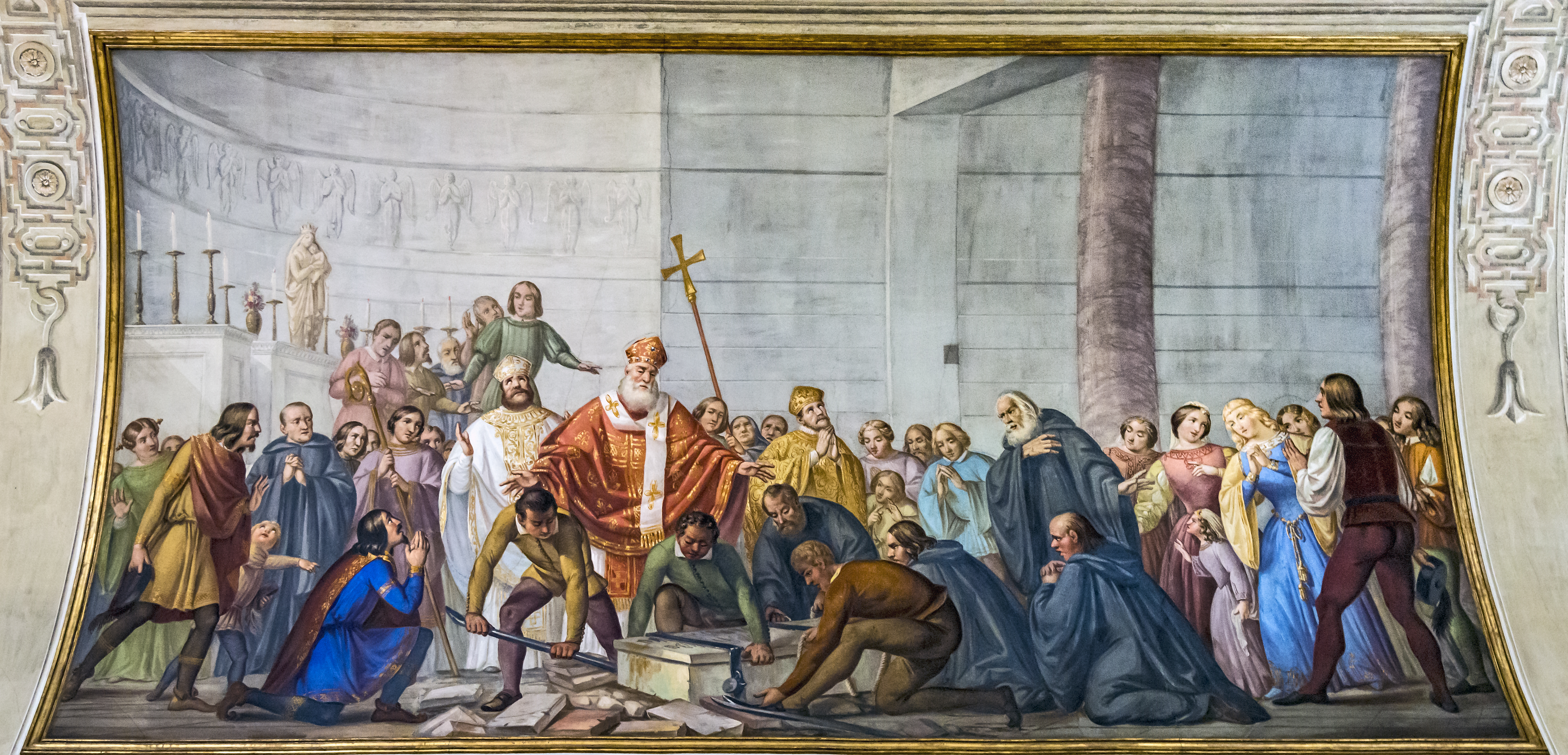
La scoperta delle reliquie di San Daniele, affresco di Sebastiano Santi
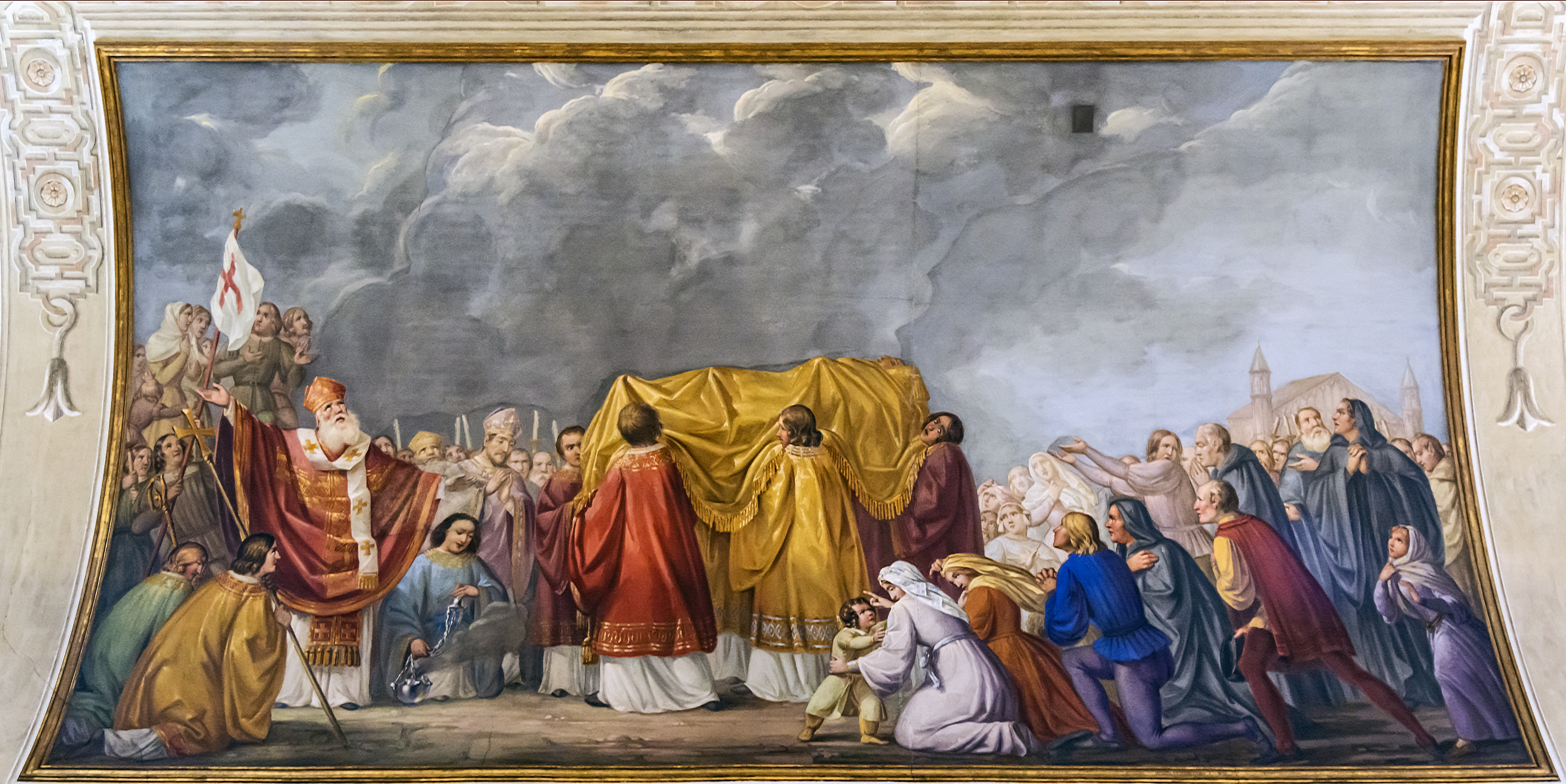
Il voto del vescovo, affresco di Sebastiano Santi

## Organo a canne
L'organo è opera di Annibale Pugina e figli, costruito nel 1894 e restaurato l'ultima volta secondo le prescrizioni della Soprintendenza ai Beni Storici nell'anno 2015. Ospitato in un'antica cassa finemente decorata è composto da 1378 canne in legno e metallo suddivise in 25 registri, di cui 5 ad ancia, azionate da 2 tastiere e una pedaliera a trasmissione meccanica.
In precedenza la chiesa è stata dotata di altri organi. Nel 1812 a seguito delle soppressioni napoleoniche (1810) la chiesa abbaziale di Santa Giustina venne eretta a parrocchiale con il titolo di “San Daniele in Santa Giustina”, mentre i beni dell'abbazia furono incamerati dallo Stato. L'allora parroco, don Bartolomeo Cremonese, fece trasferire l'organo del coro vecchio ed il settecentesco altar maggiore (opera del Bonazza) nella chiesa di San Daniele. L'organo era opera del Callido Op. 53 del 1769, composto da un manuale e 12 registri ed era custodito in una cassa ornata con raffinati intagli dorati. Nell'occasione di questo spostamento si viene a conoscenza che la chiesa di San Daniele all'epoca già possedeva uno strumento, successivamente alienato. Pugina e figli, per il nuovo strumento, posto nell'antica cassa lignea, non utilizzarono nessuna parte del preesistente organo Callido.

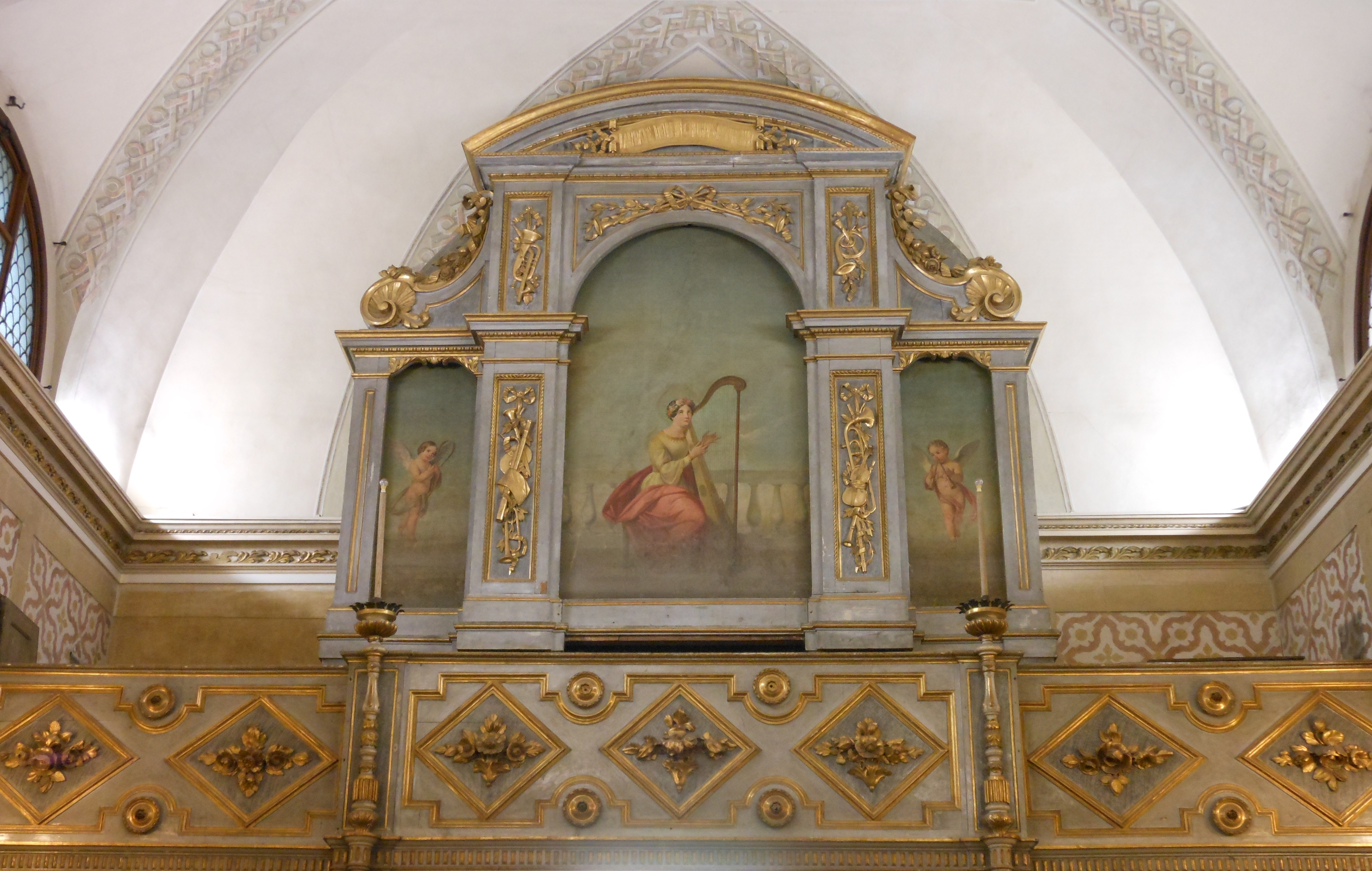
Organo di San Daniele (Padova) Velario (prima del restauro)
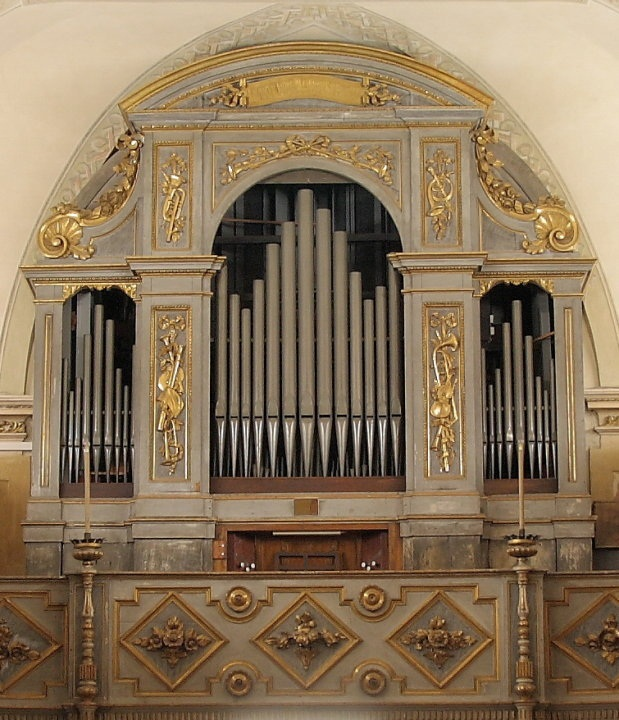
Organo di San Daniele (Padova)Prospetto (prima del restauro)
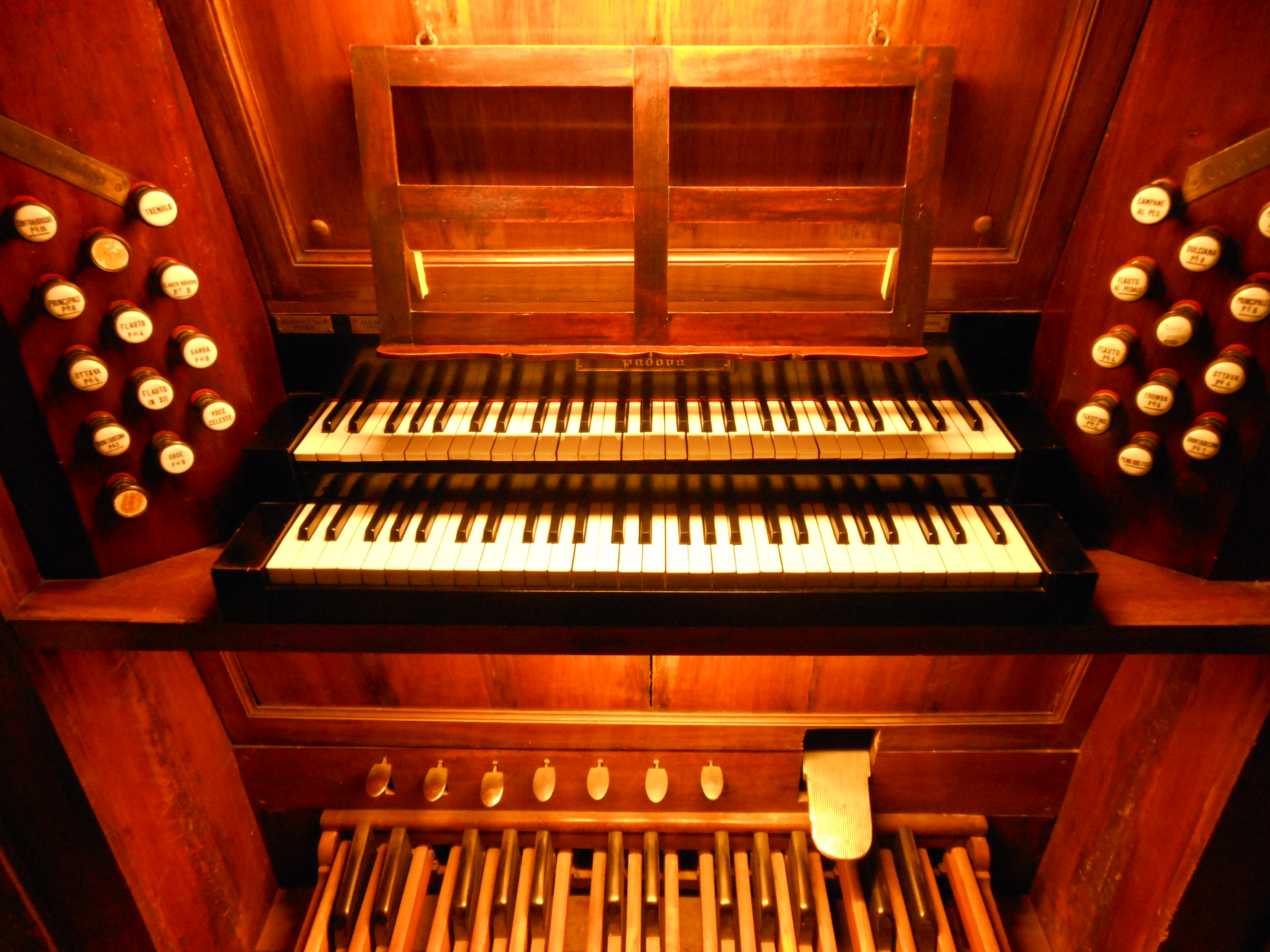
Organo di San Daniele (Padova) Consolle a finestra (prima del restauro)
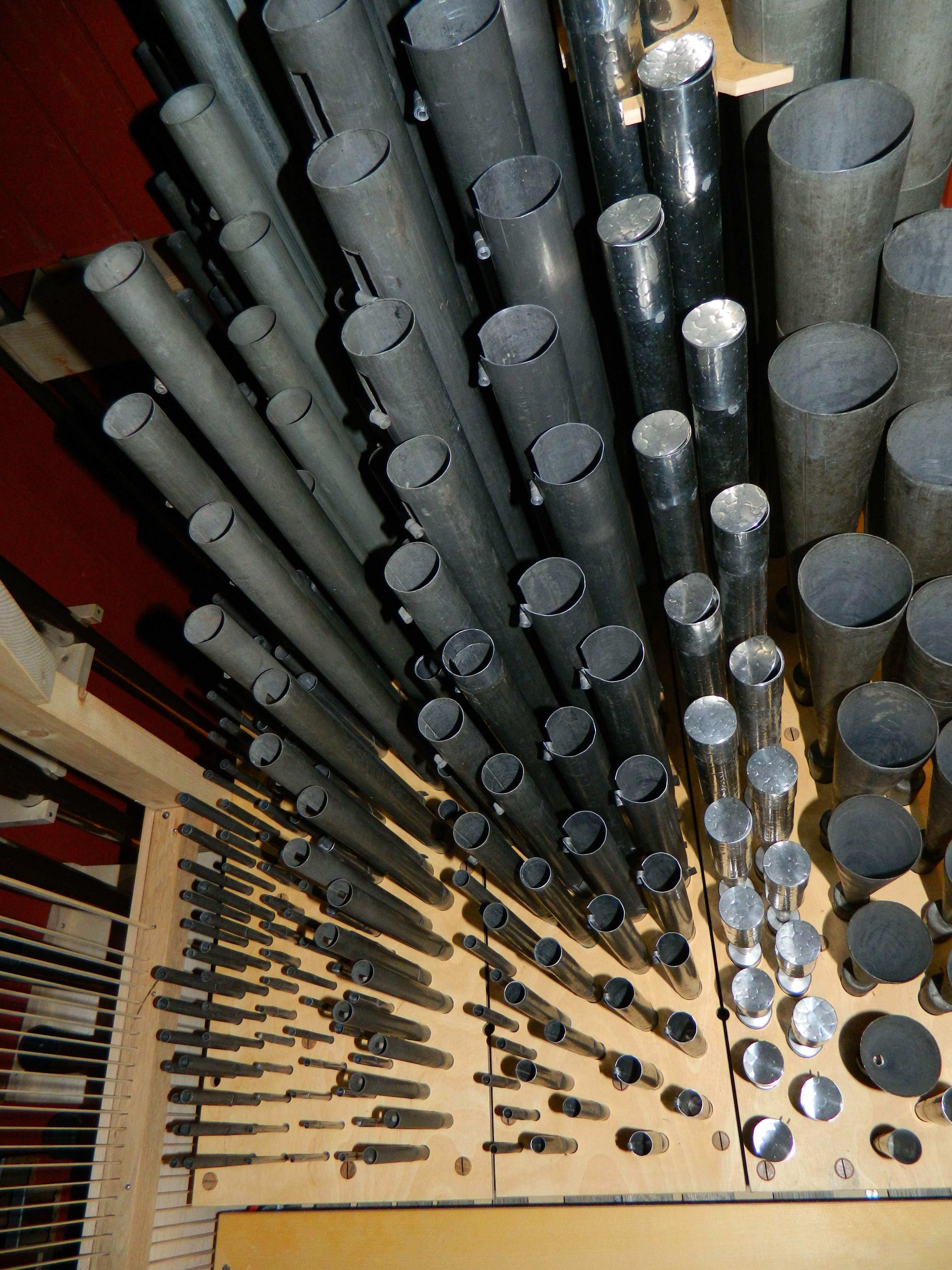
Organo, canne dopo il restauro (Grand'Organo)
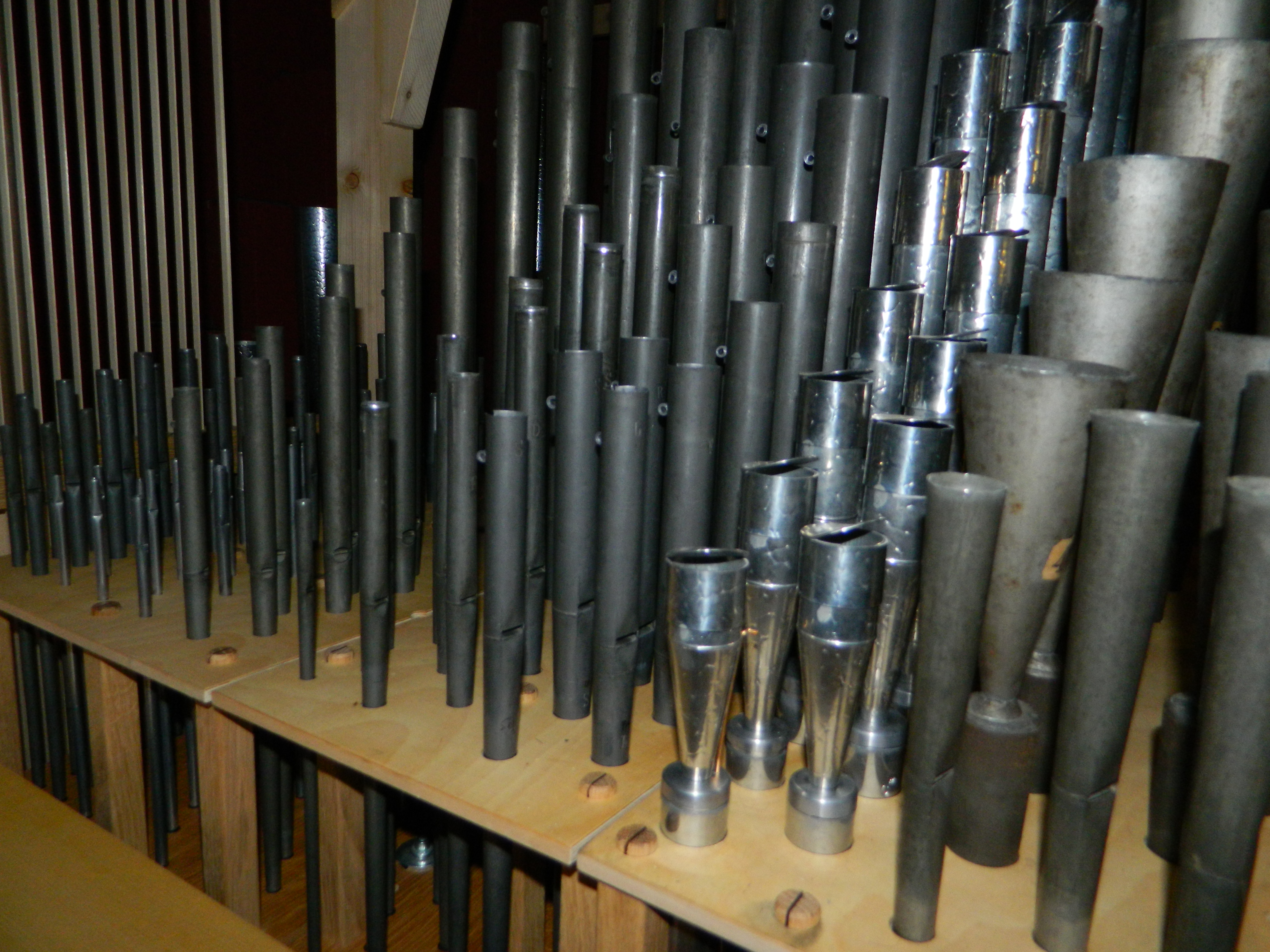
Organo, canne dopo il restauro (Grand'Organo)
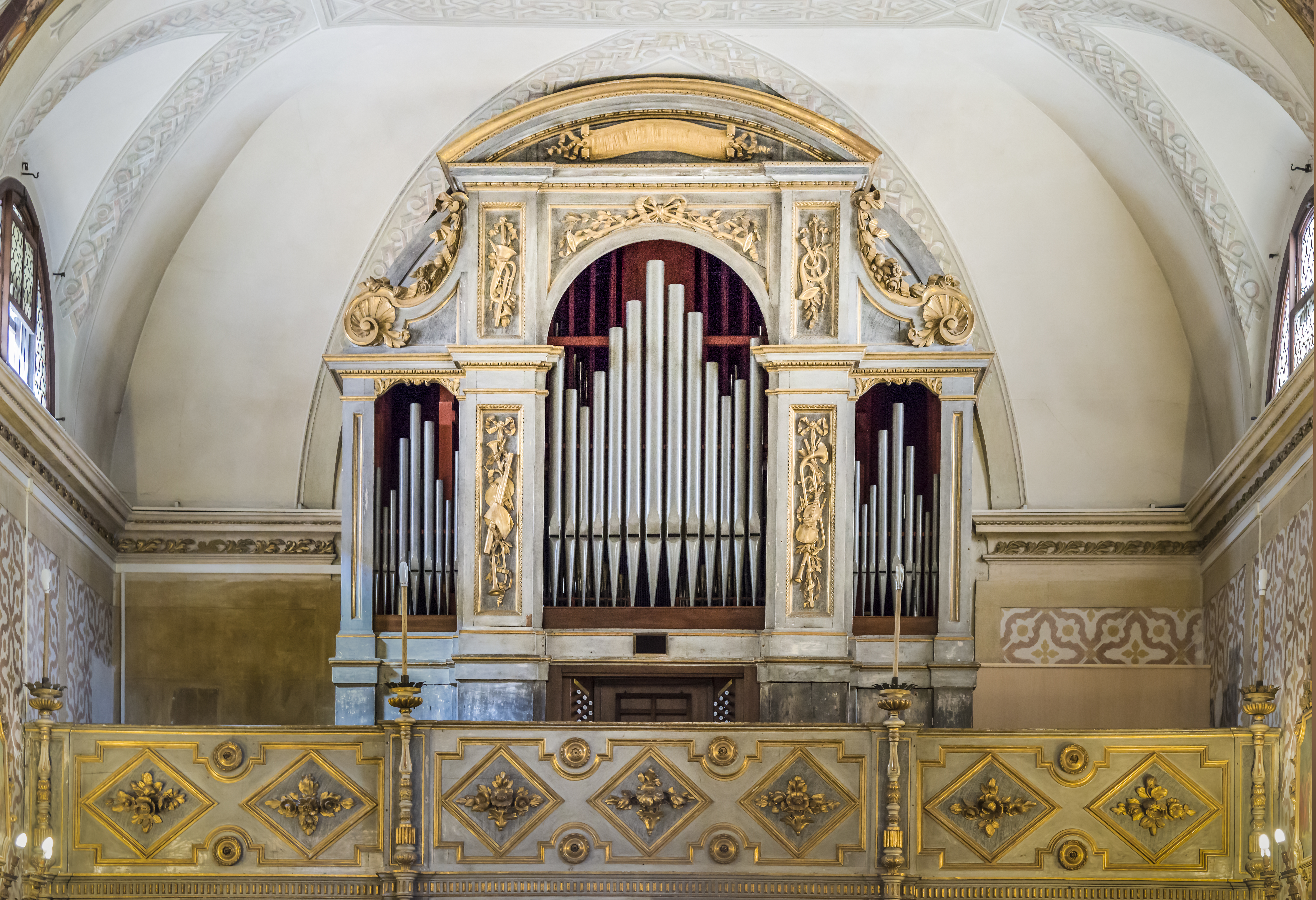
Organo e cantoria